# Amper (folyó)
Az Amper (felső szakasza Ammer) egy folyó Bajorországban, az Isar legnagyobb mellékfolyója. Az Ammer az Alpokból ered, majd északra folyik, míg el nem éri az Ammersee-t. A tavat elhagyva veszi fel a folyó az Amper nevet és északkeletre halad Moosburgig, ahol az Isarba torkollik. Fő mellékfolyói a Glonn, a Würm és a Maisach. Teljes hossza 185 km, vízhozama 45 m³/s, ezzel az Isar legfőbb hozzáfolyása. A legnagyobb parti városai Fürstenfeldbruck, Dachau és Moosburg.

## Természetvédelem
A 19. század közepén elkezdődött árvízvédelem és erőművek kiépítése jelentősen megváltoztatta a folyó természetes folyását, ami következménnyel volt a természetes növény- és állatvilágra. Az eredeti környezet megóvása érdekében több természetvédelmi területet is kijelöltek. Ezek közé tartozik az Ammer torkolatvidéke és az Amper mocsárvidéke.